# Abies Sect. Bracteata
Секција Bracteata је део рода јела који обухвата само једну врсту — Abies bracteata. Име врсте и секције потиче од добро развијених и изражених брактеја у женским шишаркама. Ареал ове секције ендемски је ограничен на планине Света Луција у Калифорнији.